# Собор Дивеевских святых
Собор Дивеевских святых — праздник, посвящённый памяти святых Русской православной церкви, чья жизнь была связана с Дивеевским монастырём.
Установлен патриархом Московским и Всея Руси Алексием II в апреле 2008 года, с празднованием 14 июня. В мае 2008 года был заложен храм в честь нового праздника.

## Собор Дивеевских святых
1. Преподобная Александра Дивеевская (†1789, память 13 (26) июня)
2. Преподобная Марфа Дивеевская (†1829, память 21 августа (3 сентября))
3. Преподобная Елена Дивеевская (†1832, память 28 мая (10 июня))
4. Преподобный Серафим Саровский (†1833, память 2 (15) января, 19 июля (1 августа))
5. Блаженная Пелагия Дивеевская (†1884, память 30 января (12 февраля))
6. Блаженная Параскева Дивеевская (†1915, память 22 сентября (5 октября))
7. Блаженная Мария Дивеевская (†1931, память 26 августа (8 сентября))
8. Мученица Дария Тимолина, Суворовская (†1919, память 5 августа)
9. Мученица Дария Улыбина, Суворовская (†1919, память 5 августа)
10. Мученица Мария Неизвестная, Суворовская (†1919, память 5 августа)
11. Мученица Евдокия Шейкина, Суворовская (†1919, память 5 августа)
12. Священномученик Михаил Гусев, протоиерей (†1937, память 7 ноября)
13. Священномученик Иаков Гусев, иерей (†1937, память 13 декабря)
14. Священномученик Серафим (Чичагов), митрополит бывший Ленинградский и Гдовский (†1937, память 28 ноября)
15. Преподобномученица Марфа (Тестова) Дивеевская, инокиня (†1941, память 13 апреля)
16. Преподобномученица Пелагия (Тестова), Дивеевская, инокиня (†1944, память 21 октября)
17. Преподобноисповедница Матрона (Власова), Дивеевская, инокиня (†1963, память 25 октября)